# Not in Love
Not in Love, conosciuto sul mercato di lingua spagnola col titolo No es amor è un brano musicale del cantante spagnolo Enrique Iglesias, estratto come secondo singolo dall'album 7 del 2004.
A differenza della versione presente sull'album, il brano presente su singolo figura il featuring della cantante statunitense Kelis. La canzone è stata scritta da Iglesias, Paul Barry, Mark Taylor e Fernando Garibay
Il video musicale del brano è stato diretto da Jake Nava e filmato a Los Angeles in California.

## Tracce
UK CD1
1. Not In Love (Radio Mix) - 3:43
2. Maybe (Mark Taylor Version) - 3:10

UK CD2
1. Not In Love (Radio Mix) - 3:43
2. Maybe (Mark Taylor Extended Mix) - 5:10
3. Not In Love (Dave Audé Extended Mix) - 7:07
4. Not In Love (Video) - 3:43

USA
1. Not In Love (Radio Mix) - 3:43
2. Not In Love (Dave Audé Vocal Edit) - 6:08
3. Addicted (The Scumfrog Radio Edit) - 4:37
4. Addicted (Fernando Garibay Radio Edit) - 3:45